# 뫼들링어 무곡 (베토벤)
소편성 관현악을 위한 열한 개의 뫼들링어 무곡, WoO 17은 루트비히 판 베토벤에 의해 쓰인 무곡 모음집이다.

## 개요
작품의 작곡 시기는 1819년 경이며, 악보의 출판은 1907년에 라이프치히의 브라이코프 운트 하르텔 출판사를 통해 이루어졌다. 쉰들러는 1819년에 작곡가가 뫼들링 근처 여관에 머무르면서 이 작품을 썼다고 주장했다. 그러나 그 악보는 작곡가의 일생 동안 나타나지 않았다. 그 자체로는 반드시 특이한 상황이 아니었다. 후고 리만은 1905년에 라이프치히에서 이 무곡 세트를 발견했고, 그것은 쉰들러가 언급했던 것으로 확인되었다. 출판은 2년 후 라이프치히에서 처음 이루어졌다.

## 악기 편성
1. 클라리넷 2개, 호른 2개, 바이올린, 첼로, 베이스
2. 플루트, 클라리넷, 호른 2개, 바순, 바이올린, 첼로, 베이스
3. 클라리넷 2개, 호른 2개, 바이올린, 첼로, 베이스
4. 클라리넷 2개, 호른 2개, 바이올린, 첼로, 베이스
5. 클라리넷 2개, 호른 2개, 바이올린, 첼로, 베이스
6. 클라리넷 2개, 호른 2개, 바이올린, 첼로, 베이스
7. 클라리넷 2개, 호른 2개, 바이올린, 첼로, 베이스
8. 클라리넷 2개, 호른 2개, 바이올린, 첼로, 베이스
9. 플루트 2개, 호른 2개, 바이올린, 첼로, 베이스
10. 플루트 2개, 호른 2개, 바이올린, 첼로, 베이스
11. 플루트 2개, 호른 2개, 바이올린, 첼로, 베이스

## 악곡 구성
전체 연주 소요 시간은 20분 정도이다.
1. 왈츠 (내림마장조)
2. 미뉴에트 (내림나장조)
3. 왈츠 (내림나장조)
4. 미뉴에트 (내림마장조)
5. 미뉴에트 (내림마장조)
6. 랜들러 (내림마장조)
7. 미뉴에트 (내림나장조)
8. 랜들러 (내림나장조)
9. 미뉴에트 (사장조)
10. 왈츠 (라장조)
11. 왈츠 (라장조)

## 관련 링크
- 뫼들링거 무곡, WoO 17 (베토벤), WoO 17 - 국제 악보 도서관 프로젝트(IMSLP)의 악보
- 빌리 보스코프스키(지휘),  빈 모차르트 앙상블에 의한 연주 음원 on YouTube